# Trevoria chloris
Trevoria chloris là một loài thực vật có hoa trong họ Lan. Loài này được Lehm. miêu tả khoa học đầu tiên năm 1897.